# Соснівка (Сосницька селищна громада)
Сосні́вка (МФА: [soˈsɲiu̯kɐ] ( прослухати), історична назва — Апостолівка) — село в Україні, у Сосницькій селищній громаді Корюківського району Чернігівської області. Населення становить 108 осіб. До 2017 орган місцевого самоврядування — Хлоп'яницька сільська рада.

## Географія
Селом тече річка Журавка.

## Історія
У кінці 19 століття в селі було 28 дворів, 176 жителів. Село відносилося до Авдіївської волості. Початкова назва села Апостолівка (Котов х. - так у списках 1892 р.) походить від належності його гетьману Д.Апостолу.
12 червня 2020 року, відповідно до розпорядження Кабінету Міністрів України № 730-р «Про визначення адміністративних центрів та затвердження територій територіальних громад Чернігівської області», увійшло до складу Сосницької селищної громади.
19 липня 2020 року, в результаті адміністративно-територіальної реформи та ліквідації Сосницького району, увійшло до складу Корюківського району Чернігівської області.

## Населення

### Мова
Розподіл населення за рідною мовою за даними перепису 2001 року:
| Мова       | Кількість | Відсоток |
| ---------- | --------- | -------- |
| українська | 107       | 99.07%   |
| білоруська | 1         | 0.93%    |
| Усього     | 108       | 100%     |